# Slămnești, Argeș
Slămnești este un sat în comuna Brăduleț din județul Argeș, Muntenia, România.